# The Free Software Definition
The Free Software Definition (in italiano: La definizione del software libero) è un documento scritto da Richard Stallman e pubblicato dalla Free Software Foundation (FSF) che definisce il concetto di software libero, ovvero software che rispetti la libertà degli utenti.
La prima pubblicazione conosciuta della definizione è l'edizione del febbraio 1986 da parte del bollettino GNU della FSF. La fonte canonica di questo tipo di documenti è la sezione filosofica del sito del Progetto GNU. Fino all'aprile del 2008, la definizione è stata pubblicata in 39 lingue diverse..
La FSF ha pubblicato una lista di licenze software che soddisfano questa definizione.
È stata la prima definizione del concetto di software libero ad essere stata pubblicata.

## La definizione
La definizione pubblicata dall'FSF nel febbraio 1986 ha due punti:

The word "free" in our name does not refer to price; it refers to freedom.  First, the freedom to copy a program and redistribute it to your neighbors, so that they can use it as well as you.  Second, the freedom to change a program, so that you can control it instead of it controlling you; for this, the source code must be made available to
you.
In italiano:

La parola libero nel nostro nome non si riferisce al prezzo; si riferisce alla libertà. Prima di tutto, la libertà di copiare un programma e ridistribuirlo agli altri cosicché loro possano usarlo come te. Come seconda cosa, la libertà di modificare il programma, così tu puoi controllarlo e lui non può controllarti; per questo, il codice sorgente deve essere accessibile.
La moderna definizione ha quattro punti, che si numera dallo zero al tre. Essa definisce il software libero sia che il beneficiario o no abbia le libertà di:
- far partire il programma, per qualsiasi ragione (libertà 0)
- studiare come funziona il programma, e adattarlo ai propri bisogni (libertà 1)
- ridistribuire le copie in modo da aiutare gli altri (libertà 2)
- migliorare il programma, e rilasciare i miglioramenti al pubblico, in modo che l'intera comunità possa beneficiarne (libertà 3)

Bisogna inoltre nota che "L'accesso al codice sorgente è una pre-condizione" per le libertà 1 e 3.

## Altre definizioni successive
Nel luglio 1997, Bruce Perens pubblicò la Debian Free Software Guidelines. Questa è stata utilizzata anche dal Open Source Initiative (OSI) sotto il nome "The Open Source Definition", l'unica modifica che è stata fatta al termine "software libero" è stata la sostituzione dall'termine alternativo per software libero, il "software open source".